# X (Franse films)
Met de letter X worden in Frankrijk films aangeduid die verboden zijn voor personen onder de achttien jaar vanwege pornografische, gewelddadige en/of andersoortige met de menselijke waardigheid strijdige scènes.